# Dysschema
Dysschema é um gênero de traça pertencente à família Arctiidae.